# France digitale
France digitale è un'associazione francese fondata il 2 luglio 2012 da un gruppo di 33 imprenditori e investitori del settore informatico e dei media. In tale ambito, è considerata come una delle organizzazioni più rappresentative nel Paese d'Oltralpe, che dialoga con le amministrazioni locali e il governo centrale.
L'associazione ha lo scopo di creare un ecosistema digitale che faccia emergere regolarmente l'eccellenza. Essa è stata costituita secondo i benefici previsti fiscali e amministrativi dalla legge del 1901.

## Storia
L'associazione è nata a seguito della scarsa attenzione da parte dei legislatori e degli attori pubblici francesi in relazione al potenziale economico del settore digitale e all'incapacità dell'economia nazionale di creare nuove nicchie di mercato.
France Digitale iniziò a pubblicare un rapporto annuale commissionato alla Ernst & Young, che costituisce un barometro per valutare il contributo economico e sociale delle startup francesi alla crescita del settore. Il primo barometro, realizzato negli anni 2010 e 2011, ha evidenziato una crescita del fatturato pari al 33%, un incremento dei dipendenti del 24%, una rapporto fra retribuzione massima e media pari a 2.6, un incremento della forza lavoro che partecipa agli utili o al capitale nell'83% delle imprese campionate.
Il secondo barometro, pubblicato in occasione del France Digitale Day del 2013, ha annunciato che il giro d'affari complessivo delle startup digitali francesi fra il 2011 e il 2012 aveva raggiunto il valore di 1.8 miliardi di euro, con un incremento del 40% rispetto all'anno precedente. Il 33% di tale fatturato era stato realizzato all'estero, a fronte di un incremento occupazionale del 25%. Il 43% delle imprese intervistate non utilizzava lo status di Young Innovative Company (JEI).

## Attività
France Digitale organizza il France Digital Day (FDDay) annuale, oltre ad incontri trimestrali di direttori tecnici, che si confrontano su tematiche quali la fiscalità, i rapporti con le banche, le criticità normative o di carattere operativo.
France digitale pubblica note e raccomandazioni per le politiche pubbliche nazionali, in particolare in materia di incentivi fiscali. Inoltre, pubblica studi e le presentazioni per il pubblico generalista, in particolare sui canali di finanziamento delle start-up.